# Liste der Biografien/Shaf
Liste der Biografien |
Portal Biografien |
Personensuche
# |
A |
B |
C |
D |
E |
F |
G |
H |
I |
J |
K |
L |
M |
N |
O |
P |
Q |
R |
S |
T |
U |
V |
W |
X |
Y |
Z |
?
 
Sa |
Sb |
Sc |
Sd |
Se |
Sf |
Sg |
Sh |
Si |
Sj |
Sk |
Sl |
Sm |
Sn |
So |
Sp |
Sq |
Sr |
Ss |
St |
Su |
Sv |
Sw |
Sy |
Sz
 
Sha |
Shc |
She |
Shh |
Shi |
Shk |
Shl |
Shm |
Shn |
Sho |
Shp |
Shr |
Sht |
Shu |
Shv |
Shw |
Shy
 
Shaa |
Shab |
Shac |
Shad |
Shae |
Shaf |
Shag |
Shah |
Shai |
Shaj |
Shak |
Shal |
Sham |
Shan |
Shao |
Shap |
Shaq |
Shar |
Shas |
Shat |
Shau |
Shav |
Shaw |
Shax |
Shay |
Shaz
Die Liste der Biografien führt alle Personen auf, die in der deutschsprachigen Wikipedia einen Artikel haben. Dieses ist eine Teilliste mit 52 Einträgen von Personen, deren Namen mit den Buchstaben „Shaf“ beginnt.

## Shaf

### Shafa
- Shafaei, Manoochehr (* 1949), iranischer Journalist und Menschenrechtler
- Shafaein, Aliff (* 1982), singapurischer Fußballspieler
- Shafak, Elif (* 1971), türkische SchriftstellerinElif Shafak (* 1971)

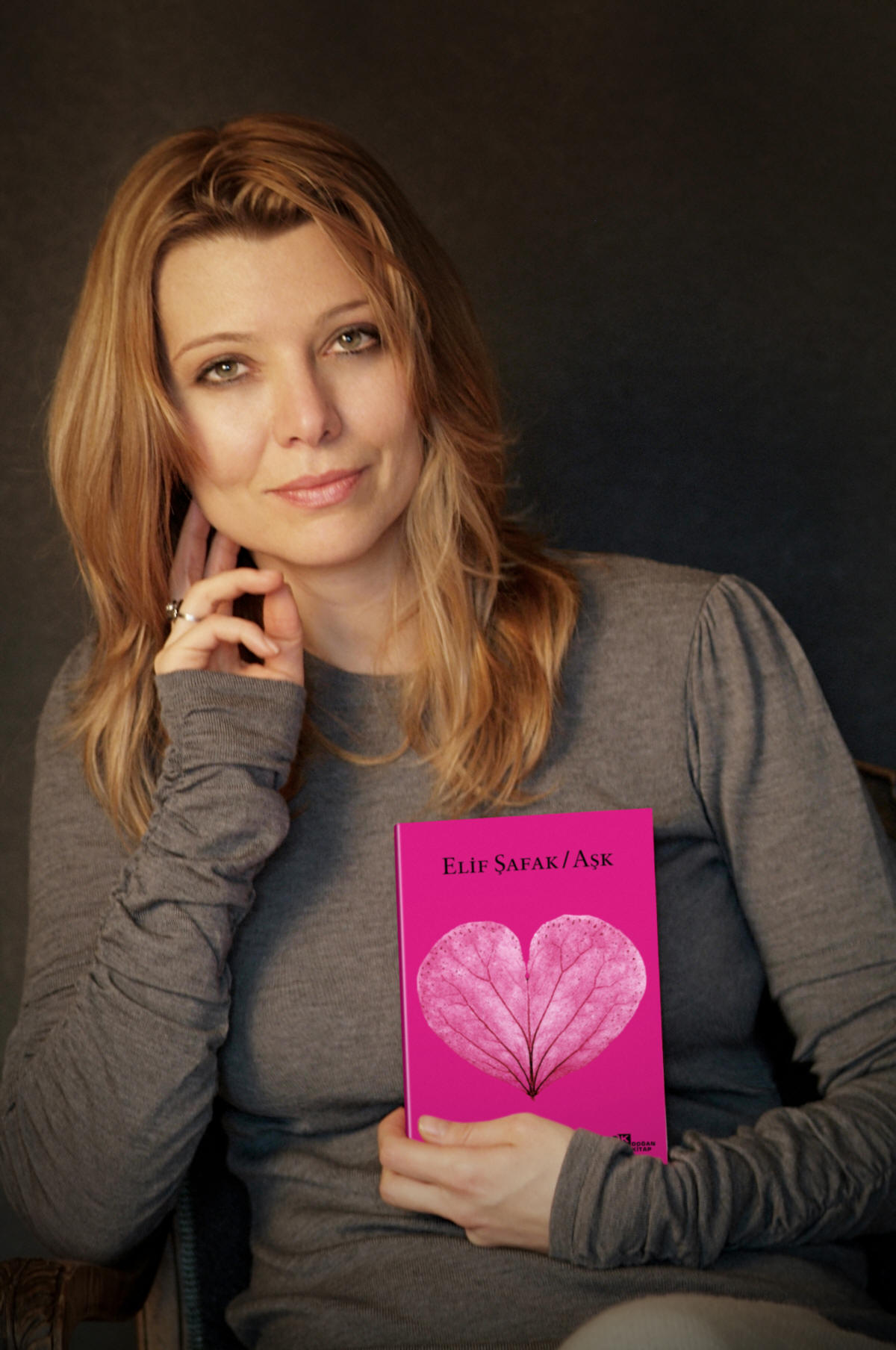
Elif Shafak (* 1971)

### Shafe
- Shafeeu, Ismail (* 1955), maledivischer Politiker
- Shafei, Esra’a Al (* 1986), bahrainische Aktivistin
- Shafei, Ismail El (* 1947), ägyptischer Tennisspieler
- Shafer, Alyssa (* 1998), US-amerikanische Schauspielerin
- Shafer, Dirk (* 1962), US-amerikanischer Filmschauspieler, Filmregisseur und Model
- Shafer, George F. (1888–1948), US-amerikanischer Politiker
- Shafer, Glenn (* 1946), US-amerikanischer Mathematiker
- Shafer, Helen Almira (1839–1894), US-amerikanische Mathematikerin und Hochschullehrerin
- Shafer, Jacob K. (1823–1876), US-amerikanischer Politiker
- Shafer, Paul W. (1893–1954), US-amerikanischer Politiker
- Shafer, Raymond Philip (1917–2006), US-amerikanischer Politiker
- Shafer, Robert L. (* 1932), US-amerikanischer Rechtsanwalt, Lobbyist und Botschafter des Malteserordens
- Shafer, Whitey (1934–2019), US-amerikanischer Songwriter und Country-Sänger

### Shaff
- Shaffelburg, Jacob (* 1999), kanadischer Fußballspieler
- Shaffer Van Houweling, Molly (* 1973), US-amerikanische Juristin und Radsportlerin
- Shaffer, Anna (* 1992), britische Schauspielerin
- Shaffer, Anthony (1926–2001), britischer Dramaturg und Drehbuchautor
- Shaffer, Atticus (* 1998), US-amerikanischer Schauspieler und SynchronsprecherAtticus Shaffer (* 1998)

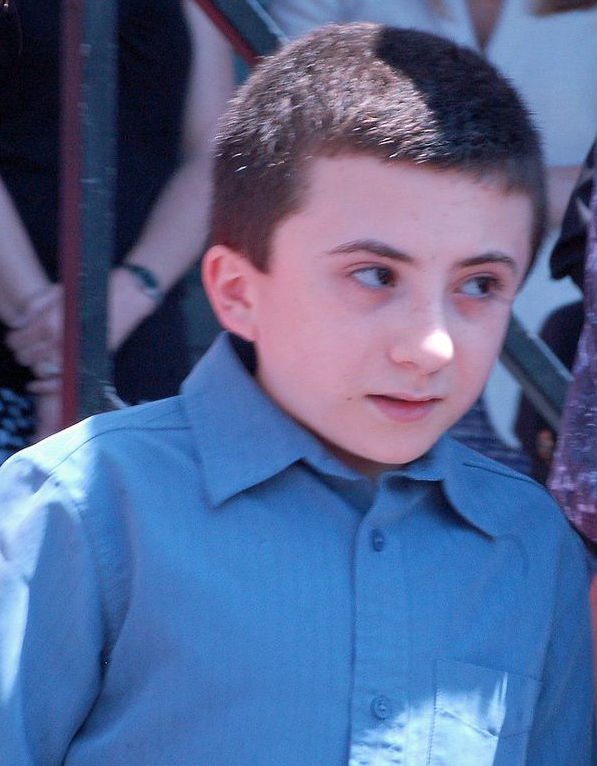
Atticus Shaffer (* 1998)

- Shaffer, Beverly (* 1945), kanadische Regisseurin und Produzentin
- Shaffer, Doreen, jamaikanische Sängerin
- Shaffer, Gail (* 1948), US-amerikanische Politikerin
- Shaffer, H. Bradley (* 1953), US-amerikanischer Herpetologe, Genetiker und Naturschutzbiologe
- Shaffer, James (* 1970), US-amerikanischer Gitarrist
- Shaffer, John (1827–1870), US-amerikanischer Politiker
- Shaffer, José (* 1985), argentinischer Fußballspieler
- Shaffer, Joseph Crockett (1880–1958), US-amerikanischer Jurist und Politiker
- Shaffer, Kennedy (* 1997), US-amerikanische Tennisspielerin
- Shaffer, Mary Ann (1934–2008), US-amerikanische Schriftstellerin
- Shaffer, Paul (* 1949), kanadischer Musiker
- Shaffer, Peter (1926–2016), britischer Dramatiker
- Shaffir, Stav (* 1985), israelische Politikerin
- Shaffmaster, Melani (* 2001), US-amerikanische Volleyballspielerin
- Shaffy, Ramses (1933–2009), niederländischer Chansonnier und Schauspieler

### Shafi
- Shafi, Muhammad (* 1933), pakistanischer Radrennfahrer
- Shafik, Minouche (* 1962), britisch-US-amerikanische Wirtschaftswissenschaftlerin
- Shafik, Viola (* 1961), deutsch-ägyptische Filmwissenschaftlerin, Kuratorin und Filmemacherin
- Shafique, Abdullah (* 1999), pakistanischer Cricketspieler
- Shafir, Belle (* 1953), deutsch-israelische Bildhauerin und Malerin
- Shafir, Eldar (* 1959), US-amerikanischer Psychologe und der William Stewart Tod Professor für Psychologie und Öffentliche Angelegenheiten an der Princeton University
- Shafir, Haim (* 1950), israelischer Spieleautor
- Shafir, Marina (* 1988), amerikanische Wrestlerin und ehemalige MMA-KämpferinMarina Shafir (* 1988)

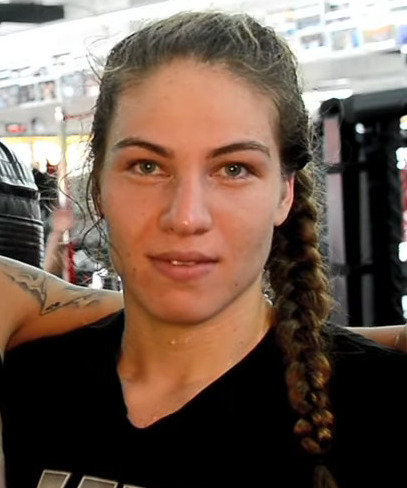
Marina Shafir (* 1988)

- Shafir, Shlomo (1924–2013), zionistischer Widerstandskämpfer, Journalist, Publizist und Historiker

### Shafr
- Shafran, Germaine Helga (1923–2016), deutsche Zeitzeugin der Judenverfolgung
- Shafranovich, Alexander (* 1983), israelischer Volleyballspieler
- Shafras, Kaiz Mohammed (* 1989), sri-lankischer Fußballspieler
- Shafroth, John F. (1854–1922), US-amerikanischer Politiker

### Shaft
- Shaftan, Elena (* 1971), russische Investmentbankerin
- Shafter, James M. (1816–1892), US-amerikanischer Politiker und Richter

### Shafu
- Shafudah, Erica, namibische Politikerin (SWAPO)